# Peter Stante
Peter Stante - Skala, slovenski general, partizan in narodni heroj, * 4. maj 1914, Celje, † 30. april 1980, Črna.

## Življenjepis

### Predvojno politično delovanje
Stante se je rodil v delavski družini v Celju. Pred vojno je bil po poklicu kovinar. Politično se je udejstvoval od leta 1931 v celjski sindikalni organizaciji, od leta 1932 pa tudi v delavsko kulturnem društvu Svoboda. Leta 1933 je postal član KPJ. Zaradi revolucionarnega dela je bil maja 1934 aretiran in kmalu izpuščen iz zapora. Novembra 1934 je bil ponovno aretiran v Beogradu in obsojen na dve leti zapora, ki jih je preživel v Sremski Mitrovici. Od novembra 1936 je bil na svobodi, vendar brezposelen. V letih 1937 in 1938 je služil vojaški rok v Požarevcu. Od leta 1938 do 1940 je bil spet brez zaposlitve, pri čemer je od leta 1939 živel v ilegali. Februarja 1941 je bil vnovič aretiran in obsojen na leto zapora.

### 2. svetovna vojna
Leta 1941 se je pridružil NOVJ. In sicer je po pripravah na upor 20. julija 1941 vstopil v celjsko partizansko četo, v kateri je bil nekaj dni komandir. Od 16. avgusta do 30. oktobra 1941 se je zdravil, nato je bil nekaj časa v štajerskem bataljonu. Novembra 1941 je odšel na Dolenjsko, kjer je 15. decembra postal namestnik komandanta II. štajerskega bataljona. Od 4. aprila do 26. decembra 1942 je bil namestnik komandanta II. grupe odredov in se je udeležil vseh njenih pomembnejših bojev in pohoda na Štajersko. Od 26. decembra 1942 do 22. junija 1943 je bil namestnik komandanta IV. operativne cone Štajerske in nato njen politkomisar. Julija 1943 ga je CK KPS imenoval za sekretarja Pokrajinskega komiteja KPS za Štajersko. Od 21. marca do 30. maja 1944 je bil namestnik komandanta 18. divizije, nato namestnik komandanta 9. korpusa in od 14. decembra 1944 komandant IV. operativne cone Štajerske.
Od leta 1945 do leta 1947 se je šolal na sovjetski Vojaški akademiji Frunze. Po vrnitvi iz Sovjetske zveze je bil najprej načelnik štaba IV. armade, nato njen komandant. Dosegel je čin generalpodpolkovnika. Je nosilec partizanske spomenice 1941. Z redom narodnega heroja je bil odlikovan 15. julija 1952.